# 줄리언 헉슬리

헉슬리 가의 족보

줄리언 헉슬리 기사(영어: Sir Julian Huxley, FRS, 1887년 6월 22일 ~ 1975년 2월 14일)은 영국의 생물학자이자 작가로, 유네스코의 초대 사무총장이다. 과학을 대중화 한 사람으로 유명하다.
줄리언 헉슬리는 헉슬리 가의 일원으로 그의 동생은 작가 올더스 헉슬리이고 이복 동생은 노벨상을 수상한 생물학자 앤드루 헉슬리이며, 아버지는 작가 레너드 헉슬리, 할아버지는 생물학자 토머스 헨리 헉슬리이다.

## 저서
주요 저서로는 <진화: 현대 진화 이론> (1942)이 있다.

## 서훈
- 1958년 기사작위(Knight Bachelor) 서임[1]